# Bibliotekslagen
Bibliotekslagen (2013:801) är en svensk lag som trädde i kraft den 1 januari 2014 och ersatte 1996 års bibliotekslag (1996:1596). Lagen fastställer att biblioteken i det allmänna biblioteksväsendet ska verka för det demokratiska samhällets utveckling genom att bidra till kunskapsförmedling och fri åsiktsbildning samt främja litteraturens ställning.
Kommunerna ansvarar för folkbiblioteken och varje kommun ska ha ett folkbibliotek. Bibliotekslagen är en ramlag, vilket innebär att den anger övergripande principer och riktlinjer för biblioteksväsendet. Enligt propositionen till bibliotekslagen har lagstiftarna inte uttalat sig om vad ett folkbibliotek är. Kungliga biblioteket påpekar att ett av skälen till att begreppet inte definieras är att det finns en konsensus om vad som avses med folkbibliotek. En definition av begreppet förekommer inte heller i lagtexten. Kommuner och landsting ska även anta biblioteksplaner och Kungliga biblioteket ska följa upp hur biblioteksplanerna har utformats och hur de används.
Prioriterade grupper som biblioteken ska ägna särskild uppmärksamhet åt är personer med funktionsnedsättning, de nationella minoriteterna, personer som har annat modersmål än svenska samt barn och ungdomar genom att erbjuda litteratur till dessa grupper utifrån deras behov. Folkbiblioteken ska vara tillgängliga för alla och allmänheten ska avgiftsfritt kunna låna litteratur. 